# 綠島再叛亂案
綠島再叛亂案，又稱新生訓導處獄中再叛亂案，是1953年發生在綠島新生訓導處的政治案件，陳華等29名政治犯被官方認為在背後煽動搗亂，導致「一人一事良心救國」運動失敗，因此被送回臺灣省保安司令部保安處審訊，經軍法處兩度判決，最後計有陳華等14名政治犯被判處死刑。

## 案件經過
1950年2月，臺灣省保安司令部成立「新生訓導總隊」，負責金門、登步島大捷俘虜之中共官兵及叛亂犯感訓教育，後因感訓人數日增，遂於1951年4月改編為「新生訓導處」，感訓犯稱為「新生」。 同月，基於綠島地處僻遠、環境單純，適合執行感訓教育，於是將新生訓導處遷往綠島。5月17日，將關押於新生總隊及軍法處看守所的叛亂犯及感化犯近千人移監新生訓導處。 同時間，以美國為首的國際勢力，因為韓戰而改變了對中華民國蔣介石政權的態度，從原本的消極態度改成積極支持，以防止中共攻臺。1953年，為穩定美國對中華民國政府的信心，在臺灣形成一系列在戰俘、政治犯身上刺青，並稱其為「自主發起」的運動，藉以宣傳政府反共事業有成。相較於其他政治犯監獄，遠離本島的新生訓導處，是政府向美方宣傳反共有成的「樣板監獄」，如駐華大使多次前往新生訓導處視察。:19、52
1953年2月，以第一中隊新生前國大代表齊維城為主，提議舉辦「一人一事良心救國」運動向政府效忠，希望新生們身上刺「反共抗俄」等標語刺青，以呼應從韓戰遣返臺灣的刺青戰俘。新生訓導處則想藉此運動來驗證感訓成效，故雖稱自由參加，但管理階層背後卻採取利誘和脅迫方式，推動新生積極參與。 然而多數新生卻因不願意違背自身意志，或擔心政府宣傳造成在中國親人受到迫害，而選擇消極抵抗，以致活動成效不彰，失敗收場。 新生訓導處事後認為失敗主因，是陳華等少數新生在背後煽動搗亂所致，且同年4月，又發生南寮抬煤罷工事件，使新生訓導處管理階層決定將陳華等32人，於7月移送回臺灣省保安司令部保安處偵訊。:125-128、134
之後，保安處看守所運用同牢房的新生，蒐集陳華等人的不利言論及搜查「罪證」，得到互相檢討批評各人優劣點之總結論，及相關共黨理論筆記等資料，這些即是獄方所謂的罪證。保安處據此偵訊，認為陳華等人在獄中發展組織關係，而將陳華等人的身分，從「頑固新生」變成「共產黨員」，並於1954年2月將陳華等28人移交軍法處審判。

## 審判過程
軍法處依國防部「從嚴處斷」指示，所以在提訊時，雖然陳華等人多表示遭受保安處刑求誣陷，但軍事檢察官並不採信相關供詞，而於1954年3月25日將陳華等21人，依《懲治叛亂條例》第二條第一項提起公訴。4月8日軍法處裁定楊慕容、吳樂焱、洪文瀾、許皢霞、張常美等5人不付軍法審判，其餘交付軍法判決。之後，軍法處傳喚出庭訊問時，陳華等人對保安處供詞提出解釋，審判前也提交申訴報告，但審判長及審判官並不採納。:135-141
同年10月20日，審判庭判決陳華死刑。:148-149 崔乃彬、許學進、吳聲達、蔡炳紅、宋盛淼、陳南昌、游飛、高木榮、吳作樞、傅如芝、黃採薇、方宗英等12人，刑滿後交付感訓，時間另訂；劉文俊、張皆得、彭金木、黃祖權、楊俊隆、傅鍾韓、盧鴻池、施顯華、張樹旺、吳相故、宋孟韶等11人宣判無罪。1955年，臺灣省保安司令部將判處結果上陳國防部，國防部再呈報總統府，總統蔣介石批示「除崔乃彬等十二名均應發還嚴為複審外，餘如擬」。
軍法處撤銷原先判決，並依照指示分成兩份判決書重新判決，第一份延續原有判決：陳華依原判處死刑；黃采薇、方宗英延長感訓；劉文俊、黃祖權、宋孟韶、傅鍾韓、盧鴻池、施顯華、張皆得、彭金木、吳相故等9人宣判無罪。第二份是涉及複審的12人：崔乃彬、吳聲達、張樹旺、楊俊隆、許學進、宋盛淼、蔡炳紅、傅如芝、游飛、陳南昌、高木榮、吳作樞等12人改判死刑。同年11月，楊慕容亦被判決死刑，總計新生訓導處獄中再叛亂案共有14名被判決死刑。:52-58